# Lauren Lyle

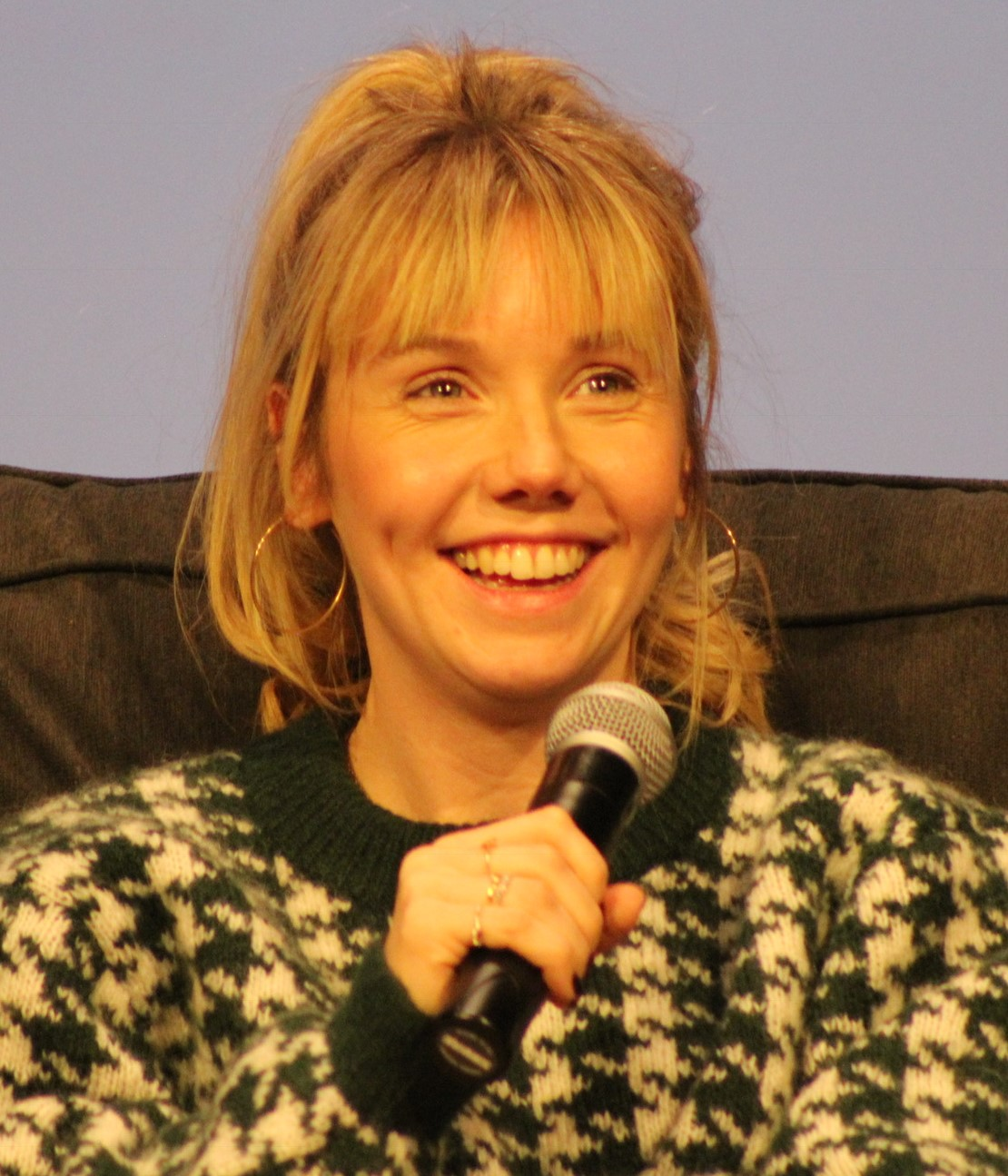
Lauren Lyle (2018)

Lauren Lyle (* 12. Juli 1993 in Glasgow) ist eine britische Schauspielerin.

## Leben
Lauren Lyle wuchs in ihrer Geburtsstadt Glasgow in Schottland auf und nahm als Turnerin an Wettbewerben teil. Mit ihrer Familie lebte sie für einige Jahre in Auckland in Neuseeland. 2014 spielte sie am Old Vic Theatre in London in Hexenjagd unter der Regie von Yaël Farber. Im darauffolgenden Jahr durchlief sie ein neunmonatiges Trainingsprogramm des National Youth Theatres. Während dieser Zeit stand sie unter anderem als Catherine in Sturmhöhe und als Prinz von Arragon in Der Kaufmann von Venedig am Ambassadors Theatre auf der Bühne.
2017 verkörperte sie in der Fernsehserie Broken von BBC One mit Sean Bean in drei Folgen die Rolle der Chloe Demichelis. Seit der dritten Staffel der Fernsehserie Outlander des US-amerikanischen Senders Starz spielt sie die Rolle der Marsali MacKimmie Fraser. 2018 war sie in der Romanverfilmung Der Honiggarten – Das Geheimnis der Bienen von Regisseurin Annabel Jankel basierend auf dem Roman Tell It to the Bees von Fiona Shaw mit Anna Paquin und Holliday Grainger als Annie  zu sehen. In der Thriller-Serie Vigil – Tod auf hoher See spielte sie 2021 die Rolle der Aktivistin Jade Antoniak. 2022 übernahm sie in der Serie Karen Pirie – Echo einer Mordnacht basierend auf dem Roman Echo einer Winternacht von Val McDermid die Titelrolle der Polizistin Karen Pirie. 2023 erhielt sie eine Rolle in der Netflix-Serie Toxic Town  über die Altlasten von Corby.
In den deutschsprachigen Fassungen wurde sie von Corinna Dorenkamp in Karen Pirie, von Alice Bauer in Der Honiggarten – Das Geheimnis der Bienen, von Leslie-Vanessa Lill in Outlander und von Lea Kalbhenn in Vigil – Tod auf hoher See synchronisiert.

## Filmografie (Auswahl)
- 2013: WhosApp (Kurzfilm)
- 2014: The Crucible
- 2014: Office Ugetsu (Kurzfilm)
- 2015: And You’re Back in the Room (Kurzfilm)
- 2015: The New Hope
- 2015: BBC Comedy Feeds – Radges (Fernsehserie)
- 2016: Holby City – Who You Are (Fernsehserie. eine Folge)
- 2017: Broken (Fernsehserie, drei Folgen)
- 2018: Der Honiggarten – Das Geheimnis der Bienen (Tell It to the Bees)
- 2018: Girls Who Drink (Kurzfilm)
- 2021: Vigil – Tod auf hoher See (Vigil, Fernsehserie, 4 Folgen)
- 2017–2022: Outlander (Fernsehserie, 25 Folgen)
- 2022: Karen Pirie – Echo einer Mordnacht (Karen Pirie, Fernsehserie, drei Folgen)
- 2023: Mercy Falls – How Far would you Fall to Survive? (Mercy Falls)
- 2024: The Outrun
- 2024: Something in the Water
- 2025: Toxic Town (Fernsehserie)